# Аджит Сінгх (хокеїст на траві)
Аджит Сінгх (2 березня 1952) — індійський хокеїст на траві.
Учасник Олімпійських Ігор 1972, 1976 років.
Срібний призер Азійських ігор 1974 року.
Срібний призер Чемпіонату світу 1973 року.